# Druide informatique
Pour les articles homonymes, voir Druide (homonymie).
Druide informatique est une société québécoise spécialisée en linguistique informatique et dans le développement et la commercialisation de logiciels d'aide à la rédaction depuis 1993. Sa filiale, les Éditions Druide, publie de la fiction et des essais, de la littérature jeunesse, ainsi que des ouvrages de référence. L’ensemble du groupe compte environ 90 employés, auxquels s’adjoint tout un réseau de collaborateurs et de partenaires. Le chiffre d'affaires de la société est de 9,7 millions de dollars canadiens pour l'exercice 2012.

## Histoire de la société
La société est créée au début de 1993 par Éric Brunelle avec deux associés, Bertrand Pelletier et André d'Orsonnens.
La commercialisation de la première version du logiciel Antidote se fait en 1996,.
Druide Informatique décroche en juin 2004 le prix Octas pour l'Innovation technologique dans la catégorie entreprises de moins de 200 salariés, pour son logiciel Antidote.
En 2006, Web Élixir est lancé. Ce logiciel permet de s'assurer de la qualité de la langue française des sites internet en ligne.
Druide Informatique lance, en septembre 2008, Antidote Mobile. Il s'agit de la version mobile de son logiciel, adaptée pour iPod et iPhone.
L'entreprise fait en 2012 l'acquisition du logiciel Tap'Touche à la société De Marque.
En 2012-2013, un différend juridique à propos des droits d'auteur oppose Druide Informatique à la société Québec Amérique (QA). QA reproche à Druide Informatique de commercialiser la nouvelle version de son logiciel Antidote (version 8, sortie en septembre 2012) sans avoir obtenu d'accord quant à l'utilisation de certains éléments de son Dictionnaire visuel.
En novembre 2020, Druide a lancé les forfaits Antidote+, qui regroupent l'accès à Antidote 10, Antidote Web et Antidote Mobile pour une personne ou une famille.

## Activité
L'activité de la société s'est développée autour d'un logiciel de correction orthographique (Antidote) mis au point par un ingénieur informatique, Eric Brunelle et son associé, le Dr Bertrand Pelletier. Antidote est un outil informatique d’aide à la rédaction en français qui réunit un correcteur grammatical, dix dictionnaires et dix guides linguistiques .
Autour de ce noyau, se sont développées d'autres activités comme Tap'Touche racheté en 2012. Tap’Touche est une application web qui permet une méthode personnalisée d’apprentissage du doigté clavier.
WebElixir répond à la volonté de s'ouvrir au marché internet. WebElixir parcourt un site sélectionné périodiquement et en analyse tout le texte et les liens. Après chaque parcours, WebElixir envoie un rapport de qualité par courriel, d'où l'on peut accéder à son interface Web pour le détail des résultats.
Enfin, Druide Informatique crée une filiale d'édition, Les Éditions Druide, en septembre 2012. Cette filiale est créée avec à sa tête deux anciens salariés de Québec Amérique. La filiale d'édition publie des ouvrages de fiction, de la littérature jeunesse et plusieurs des ouvrages de référence servant à améliorer et enrichir les textes, incluant les Petit et Grand Druides des synonymes et des antonymes et le Grand Druide des cooccurrences.
Par ailleurs, la société Druide Informatique et son cofondateur Éric Brunelle sont très sensibles à la défense de la langue française. Ils participent régulièrement aux évènements organisés autour de ce thème. Ainsi, on pourra voir, pour les 4e journées des dictionnaires, Éric Brunelle s'exprimer dans un épisode télévisuel de la chaine Canal Savoir, sur le thème « Dictionnaires numériques : le support fait le dictionnaire ».
Cela dit, à compter de l'édition Antidote 9, parue en novembre 2015, Antidote traite aussi bien le français que l'anglais, incluant un correcteur bilingue et des dictionnaires bilingues de définitions, d'expressions et de cooccurrences.

## Fonds pour la recherche
En décembre 2016, l'entreprise a annoncé la création du Fonds Druide pour la recherche en analyse de textes de 1 000 000 $ destiné à apporter une aide financière à l'Institut des algorithmes d'apprentissage de Montréal (MILA) rattaché au département d’informatique et de recherche opérationnelle de l’Université de Montréal. L'entreprise a également annoncé la création de la bourse Antidote, d'une valeur de 20 000 $ remise chaque année à un étudiant ou à un chercheur en analyse de textes.

### Note
1. ↑  Honvault 2004, p. 249